# Nyctiborinae
Nyctiborinae es una subfamilia del orden Blattodea (cucarachas). Contiene los siguientes géneros:

## Géneros
- Eunyctibora
- Eushelfordia
- Eushelfordiella
- Megaloblatta
- Muzoa
- Nyctantonina
- Nyctibora
- Paramuzoa
- Paratropes
- Pseudischnoptera